# Будаку де Сус (Бистрица-Насауд)
Будаку де Сус (рум. Budacu de Sus) насеље је у Румунији у округу Бистрица-Насауд у општини Думитрица. Oпштина се налази на надморској висини од 532 m.

## Историја
Према државном шематизму православног клира Угарске 1846. године у месту Мали Будак је живело 110 породица, а ту спадају и филијајне - 20 из Вашархелија. Православни парох био је тада поп Теодор Поповић.

## Становништво
Према подацима из 2002. године у насељу је живело 1679 становника.

### Попис2002.
| Расподела становништва по националности 2002.‍ | Расподела становништва по националности 2002.‍ | Расподела становништва по националности 2002.‍ | Расподела становништва по националности 2002.‍ | Расподела становништва по националности 2002.‍ |
| --------------------------------------------- | --------------------------------------------- | --------------------------------------------- | --------------------------------------------- | --------------------------------------------- |
|                                               |                                               |                                               |                                               |                                               |
| Румуни                                        | Румуни                                        |                                               | 1.636                                         | 97,4%                                         |
| Роми                                          | Роми                                          |                                               | 43                                            | 2,6%                                          |